# Benedetto da Maiano

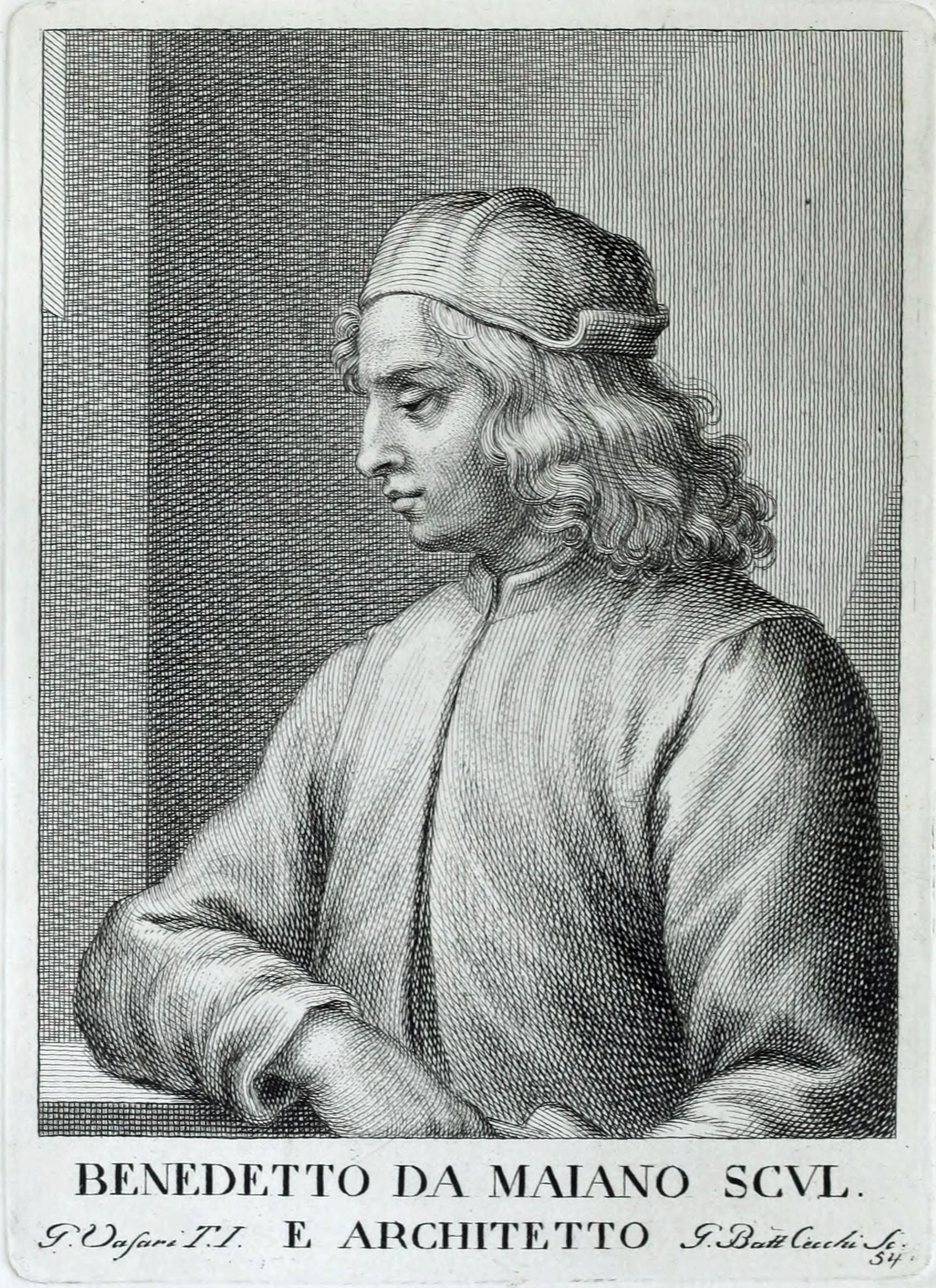
Benedetto da Maiano

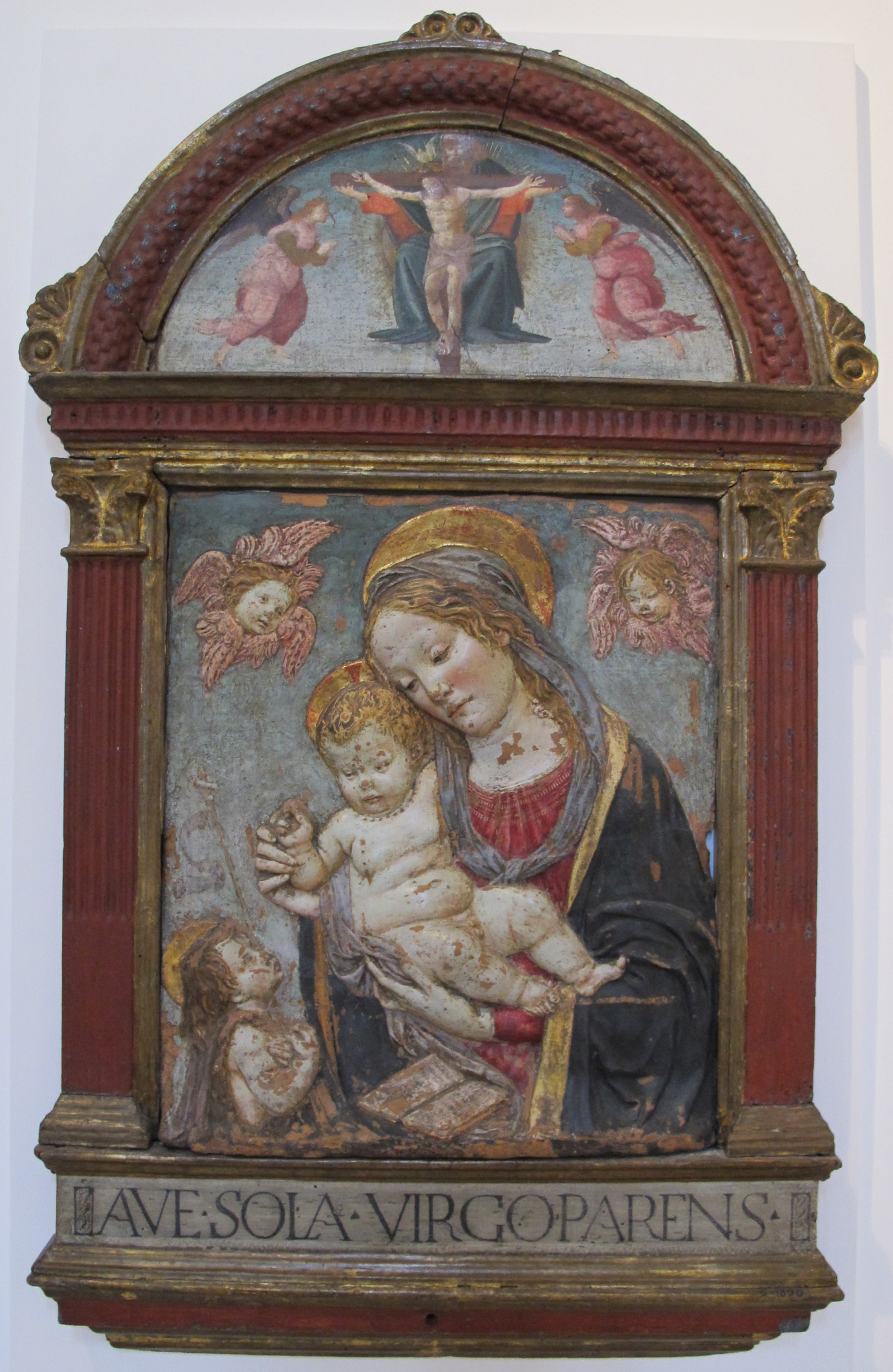
Jungfru Maria med Barnet och Johannes Döparen.

Benedetto da Maiano, född 1442 i Maiano (Fiesole), död 24 maj 1497 i Florens, var en italiensk arkitekt och skulptör.
Benedetto da Maiano påbörjade 1489 Palazzo Strozzi i Florens.